# آو تاكاهاشي
آو تاكاهاشي (باليابانية: 高梁 碧) مواليد 8 أغسطس 1979 في سايتاما، اليابان، هي مؤدية أصوات يابانية. تعمل منذ 1 أبريل 2015 لصالح مكتب كين يو  وكانت في السابق تعمل لحساب كل من شركة أوناي برودكشن وشركة أكسنت. وهي زوجة مؤدي الأصوات شينوسكي تاتشيبانا.

## الأعمال

### أنمي
- باكوجان
- الخادم الأسود
- ناتسومي وكتاب الأصدقاء
- كنغدوم

## وصلات خارجية
- آو تاكاهاشي على موقع IMDb (الإنجليزية)
- آو تاكاهاشي على موقع ميوزك برينز (الإنجليزية)
- آو تاكاهاشي على موقع قاعدة بيانات الفيلم (الإنجليزية)
- آو تاكاهاشي على موقع كينوبويسك (الروسية)
- آو تاكاهاشي على موقع ANN person (الإنجليزية)